# Велько Петрович
Хайдут Велко Петрович (серб. Хајдук Вељко Петровић, відомий також як  Велко Петрович (серб. Вељко Петровић) — відомий болгарський й сербський гайдук, воєвода, діяльний учасник Першого сербського повстання.

## Життєпис
Народився Велко Петрович у сім'ї сільського багатія Петра Сиренара близько 1780 року у селі Леновец, Османська Імперія (нині Сербія). У середині ХІХ століття сучасник й перший історик Першого Сербського повстання Леопольд фон Ранке завзято називав його не «Велко», а «Велико», що є характерним для болгарської, а не сербської практики присвоєння імен. Вважають, що мати Велко була болгаркою. У 15-річному віці Велко став слугою у багатого османа у місті Видин, але досить швидко покинув це і приєднався до гайдуцького загону (чети). Є легенда, що він три роки гнив у турецькій в'язниці, тому що не схотів прийняти османську віру. У 1804 році він взяв участь у першому своєму повстанні проти османів. У 1806 році Велко відзначився в битві декількох чет проти османів за Белград.
Наступного року сербська влада підбурила його підняти повстання проти османів у Кривому вирі й на Цирній річці. Він вирізнявся несамовитою хоробрістю, яка зробила його широко відомим як серед болгар, так і сербів. Але сербській владі були не до вподоби його норов і недисциплінованість — він не був слухняним виконавцем забаганок влади.
Велко мав плани звільнити від османів область Тимошко у Османській Сербії й створити там князівство. Він проводив активні перемовини із сербським князем Карагеоргієм, агітував болгарських волонтерів на боротьбу у складі сербського війська, однак князь на певному етапі став побоюватися впливу Велко, через що звинуватив його, врешті решт, у грабуванні помешкань сербських громадян і відсторонив від війська.
У 1810 році Велка було нагороджено російським орденом за хоробрість. Того ж року він був поранений у ліву руку, яка після цього була скалічена. Однак це не завадило йому бути вибраним гайдуками воєводою. Велко Хайдут загинув 9 серпня 1813 року в битві з османами при місті Неготин.
За його діяння народ склав про нього пісні й оповідки. У Видинській області одну з мальовничих скель у Белоградчицькій фортеці нарекли «Велко Хайдут» на честь славетного гайдука, який у 1809 році оволодів цією фортецею. Димитир Мантов написав роман «Хайдут Велко» про життя й боротьбу болгарського гайдука.